# Astaroth: Book of Angels Volume 1

Astaroth : Book of Angels Volume 1 est un album de John Zorn, sorti en 2005 sur le label Tzadik. Il constitue le premier volume du Book of Angels, un ensemble de compositions qui appartient au projet Masada. Les compositions sont de John Zorn, les arrangements de Jamie Saft.

## Titres
| 1.    | Shalmiel  | 5:26 |
| 2.    | Ygal      | 8:09 |
| 3.    | Astaroth  | 6:10 |
| 4.    | Ezeqeel   | 4:21 |
| 5.    | Ariel     | 6:28 |
| 6.    | Sturiel   | 5:05 |
| 7.    | Baal-Peor | 7:10 |
| 8.    | Pursan    | 2:22 |
| 9.    | Lelahel   | 9:02 |
| 10.   | Beleth    | 5:59 |
| 60:12 |           |      |

## Personnel
- Jamie Saft: Piano
- Greg Cohen: Basse
- Ben Perowsky: Batterie